# Grupont
Grupont (en wallon Grûpont) est une section de la commune belge de Tellin située en Région wallonne dans la province de Luxembourg.
C'était une commune à part entière avant la fusion des communes de 1977.

## Géographie
Grupont se situe sur la Nationale 803 (N803) reliant Rochefort à Saint-Hubert.
La gare ferroviaire est située sur la ligne 162 reliant Namur à Arlon.
Le village est traversé par le Linçon qui se jette dans la Lomme en son cœur.

## Évolution démographique
- Source: DGS, 1831 à 1970=recensements population, 1976= habitants au 31 décembre

## Histoire
Commune du département de Sambre-et-Meuse sous le régime français, Grupont fut transféré vers la province de Luxembourg après 1839.
De 1823 au 21 avril 1858, il fut une section de Masbourg.

## Patrimoine et culture

### Patrimoine architectural

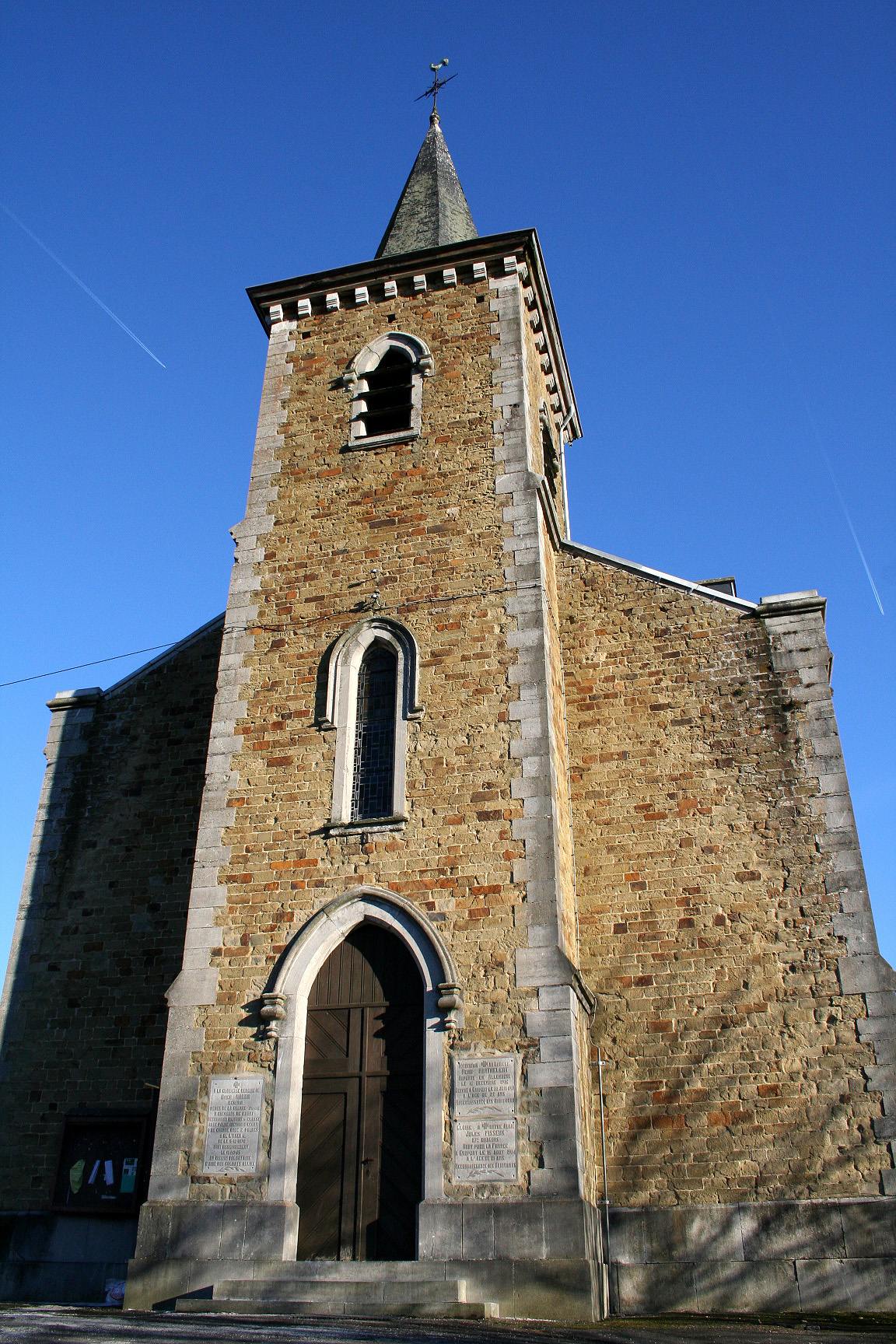
L'église Saint-Denis (1860–1861).

Au centre du village se trouve une maison à colombages appelée « maison espagnole » qui fut érigée aux alentours de 1590 et classée en 1999.
L'église Saint-Denis date de 1860-1861.